# Samaniego y la Becerra
Samaniego y la Becerra är en ort i Mexiko.   Den ligger i kommunen Galeana och delstaten Nuevo León, i den centrala delen av landet, 600 km norr om huvudstaden Mexico City. Samaniego y la Becerra ligger 1 990 meter över havet och antalet invånare är 110.
Terrängen runt Samaniego y la Becerra är kuperad åt nordost, men åt sydväst är den platt. Runt Samaniego y la Becerra är det mycket glesbefolkat, med 5 invånare per kvadratkilometer. Närmaste större samhälle är San Joaquín, 10,9 km söder om Samaniego y la Becerra. Omgivningarna runt Samaniego y la Becerra är i huvudsak ett öppet busklandskap.